# Чёрная Каменка
Чёрная Ка́менка (укр. Чорна Кам'янка) — село в Маньковском районе Черкасской области Украины.
Население по переписи 2022 года составляло 1000 человек. Почтовый индекс — 20122. Телефонный код — 4748.

## Местный совет
20122, Черкасская обл., Маньковский р-н, с. Чёрная Каменка, ул. Шевченка, 83